# Brujas Fútbol Club
El Brujas F.C. fue un club de Costa Rica que jugaba en la Liga costarricense de fútbol. Estuvo en Primera División desde su creación en el año 2004 hasta su desaparición en 2011. Fue campeón del fútbol nacional en 2009.
Este club compró la franquicia de Guanacasteca en 2004. En 2005, el club cambió totalmente, su planilla, sede, uniforme y su administración. El Brujas F.C representó primeramente a la ciudad de Escazú y luego a Desamparados en la provincia de San José. Luego su franquicia fue vendida a Orión F.C. del empresario español, Juan Luis Hernández-Fuertes.

## Historia

### Principios del club
El 20 de abril de 2004 nació en San José; Brujas Fútbol Club, el cual vino a formar parte de la Primera División de Costa Rica. El nombre del club hacía alusión a la ciudad donde primeramente se asentó su sede, Escazú, conocida como la Ciudad de las Brujas por sus historias de leyendas.
Una vez asumida la presidencia de Minor Vargas se propone: consolidar a Brujas FC como una institución deportiva con visión empresarial, estabilidad financiera y amplia proyección internacional, así como fortalecer los programas de Divisiones Menores, y al mismo tiempo aportar experiencia y un enfoque dinámico a la dirigencia deportiva en Costa Rica.

### Época de Gloria (2009)

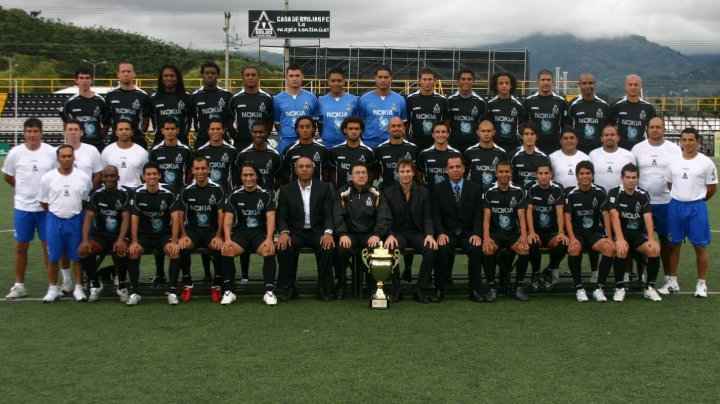
Brujas Campeon Nacional Verano 2009

El cuadro hechicero se  ganó el respeto de sus rivales debido a su consistencia y proyecto serio. Luego del intento de establecerse en Escazú, el equipo encontró nuevas casas, siendo los estadios como Estadio Rosabal Cordero, Estadio Saprissa y Estadio Nacional sedes en algunos momentos, esto hasta que, el ST Center y en especial el Estadio Jorge Hernán "Cuty" Monge se convirtieron en sus casas habituales. En el año 2009 después de varios traspiés en las últimas series finales por fin logró su primer pase a la final y su primer Campeonato costarricense al derrotar también al otro equipo más joven de Costa Rica el Puntarenas F.C. en el Torneo Invierno 2009 en penales, título cuestionado, de la mano de su técnico Mauricio Wright quien mando a cortar la red donde se iban a cobrar los lanzamientos para poder usar la más cercana a donde estaba su reducido número de aficionados. Jugó por 8 temporadas en la Primera División de Costa Rica y disputó más de 100 partidos.

### Declive y desaparición
Brujas no se mostró bien en el Torneo Verano 2010, prueba de ello fue que el club quedó eliminado en la Jornada 15 del campeonato, quedando de último lugar de su grupo. Esto lo dejó sin posibilidad de defender el título. Además, quedó eliminado en la fase previa a la Concacaf liga de campeones a manos del Joe Public de Trinidad y Tobago, siendo calificado en Costa Rica como una humillación.
El club también tuvo un mal arranque en el Campeonato costarricense incluso siendo goleados varias veces pero la derrota más grande fue ante el otro equipo más joven de Costa Rica el Puntarenas F.C cayendo 5-2.
En abril de 2011, el entrenador y empresario Juan Luis Hernández Fuertes, propietario del club Orión F.C., anunció un acuerdo mediante el cual se le permitió administrar la franquicia del Brujas FC por cinco años, debido a los problemas económicos que arrastraba este equipo por el arresto de Minor Vargas, su principal patrocinador. De esta forma, Orión FC reemplazó a Brujas en la Primera División a partir del Torneo de Invierno de 2011.

## Entrenadores
Cronología de entrenadores 
- Hernan Fernando Sosa (2004)

- Carlos Blanco (septiembre de 2004)

- Manuel Keosseián (septiembre de 2004 - marzo de 2005)

- Carlos Restrepo Isaza (junio de 2005 - mayo de 2007)

- Mauricio Wright (mayo de 2007 - mayo de 2010)

- José Luis Torres Mora (mayo de 2010 - abril de 2011)

## Palmarés

### Torneos nacionales
- Primera División de Costa Rica (1): Invierno 2009